# Samsung Health
Samsung Health (originalmente S Health) es una aplicación gratuita desarrollada por Samsung que sirve para realizar un seguimiento de varios aspectos de la vida diaria que contribuyen al bienestar, como la actividad física, la dieta y el sueño. Lanzada el 2 de julio de 2012, con el nuevo teléfono inteligente de Samsung, el Galaxy S3, la aplicación se instalaba por defecto solo en algunos teléfonos inteligentes de la marca. También se podía descargar desde la Samsung Galaxy Store.

## Historia
Desde mediados de septiembre de 2015, la aplicación está disponible para todos los usuarios de Android. Desde el 2 de octubre de 2017, la aplicación está disponible para iPhones a partir de iOS 9.0.
La aplicación se instala de forma predeterminada en algunos modelos de teléfonos inteligentes Samsung y no se puede eliminar sin root. Es posible deshabilitar esta aplicación.
La aplicación cambió su nombre de S Health a Samsung Health el 4 de abril de 2017, cuando lanzó la versión 5.7.1.

## Panel
El panel es la pantalla principal de la aplicación. Esta es la principal novedad introducida durante el rediseño de la aplicación en abril de 2015 en la versión 4.1.0. La tabla muestra en una página, una descripción general de los datos guardados más recientes. Además, proporciona acceso directo a cada función. Su composición y diseño son personalizables.

## Características
Nota: Algunas funciones se rastrean mediante pruebas con sensores o accesorios del teléfono (Fitbit, Galaxy Active, Galaxy Fit, etc.) y algunas funciones se rastrean mediante la entrada del usuario. (comida/calorías, peso, cantidad de agua, etc.)

### Principales características
- Establecer objetivos o utilizar los objetivos sugeridos por la aplicación para mejorar sus resultados
- Podómetro
- Resúmenes semanales de las principales características
- Seguimiento de la actividad teniendo en cuenta el mercado y las sesiones deportivas
- Seguimiento dietético (calorías y nutrientes absorbidos)
- Seguimiento de peso
- Monitoreo del sueño

### Otras características
- Calificaciones de la cantidad de pasos en diferentes grupos (todos los usuarios, grupo de edad o amigos)
- Desafíos globales
- Creando desafíos en el número de pasos.
- Medición de la frecuencia cardíaca a través de hardware dedicado
- Seguimiento del consumo de agua
- Monitoreo del azúcar en la sangre
- Medición de la saturación de oxígeno en sangre (SpO 2 ) por oximetría de pulso a través de hardware dedicado
- Monitoreo/medición de estrés

### Medición de la frecuencia cardíaca
La disponibilidad de la función de medición de la frecuencia cardíaca coincide con el lanzamiento del Samsung Galaxy S5 que tiene un sensor incorporado. Esta función se limita a tomar la medida puntualmente y en reposo. El mismo sensor está hecho para medir también la pulsioximetría y los niveles de estrés.
La aplicación también admite sensores cardíacos de otros fabricantes. Es capaz de generar una gráfica en función del tiempo de las diferentes frecuencias alcanzadas durante una sesión deportiva además de otra información como la frecuencia cardíaca media y máxima alcanzada.
En las versiones Samsung Galaxy S5 / S5 Neo / S6 / S7 / S8 / S9 / S10 y Edge y Galaxy Note 4 / 5 / 7 / FE / 8, la aplicación puede medir la frecuencia cardíaca con el sensor en la parte posterior del dispositivo. La función de medición de frecuencia cardíaca no es compatible con Samsung Note 10 y Galaxy S10e.

### Podómetro
El conteo de pasos es una función que se integró con Samsung Health con la llegada del Samsung Galaxy S4 en abril de 2013.
El objetivo predeterminado es llegar a 10.000 pasos por día. Este número sería una recomendación de la Organización Mundial de la Salud según la Federación Francesa de Cardiología.
La app también calcula otros datos como la distancia recorrida, el número de calorías quemadas y el número de pasos que se dan a buen ritmo. Según la información de la aplicación, se obtiene un buen ritmo cuando se mantiene un ritmo de al menos 100 pasos por minuto durante diez minutos.
A nivel visual, podemos utilizar los datos con diferentes gráficos:
- En un día de 24 horas con un histograma que muestra la actividad (número de pasos) en incrementos de 24 minutos (60 segmentos de 24 minutos en un día)
- Tendencias diarias, semanales y mensuales que muestran el número medio de pasos diarios realizados.

Puede elegir la fuente de los datos grabados. De cualquier modo se usa los datos del teléfono inteligente o los registrados por un accesorio Samsung compatible.

### Ser más activo
Esta función mide la actividad diaria expresada en minutos. Por defecto, la aplicación calcula automáticamente el tiempo de ejecución (más de cien pasos por minuto). El objetivo a alcanzar está fijado por defecto en sesenta minutos al día.
Puede registrar manualmente una sesión de actividad (correr, caminar, caminar, andar en bicicleta). Los parámetros específicos como la distancia, la duración, el diseño de la ruta, el perfil de altitud, la frecuencia cardíaca y las calorías quemadas se registrarán de acuerdo con la actividad elegida.

### Desafíos globales
Los desafíos globales se agregaron a fines de mayo de 2017 en la versión 5.9.0.029. Los desafíos globales tienen una duración de un mes y el objetivo es caminar 100.000 pasos. Una vez que alcance su objetivo, su aplicación le otorgará una insignia. Cada desafío presenta un animal que "da" una variedad de información.
Esta tabla enumera todos los desafíos globales:
| mes y año       | Nombre         | animales          |
| junio 2017      | Brócoli        | zorro             |
| julio de 2017   | Tomate         | suricata          |
| agosto 2017     | Palta          | coala             |
| septiembre 2017 | Playa          | tortuga           |
| octubre 2017    | Té verde       | panda             |
| noviembre 2017  | luz de la luna | búho              |
| diciembre 2017  | Nieve          | oso polar         |
| enero 2018      | Iglú           | pingüinos         |
| febrero 2018    | Spa            | monos/orangutanes |
| marzo 2018      | Selva          | loros             |
| abril 2018      | Desierto       |                   |
| mayo 2018       | Lavanda        | ciervo            |
| junio 2018      | Brócoli        | zorro             |
| julio 2018      | Playa          | tortuga           |
| agosto 2018     | Té verde       | panda             |
| septiembre 2018 | Tomate         | suricata          |
| octubre 2017    | luz de la luna | búho              |
| noviembre 2018  | Palta          | coala             |
| diciembre 2018  | Nieve          | oso polar         |

En los próximos años, los desafíos globales se darán en el mismo orden que en 2018.